# Diex
Diex (Sloveens: Djekše) is een gemeente in de Oostenrijkse deelstaat Karinthië, gelegen in het district Völkermarkt VK. De gemeente heeft ongeveer 900 inwoners.

## Geografie
Diex heeft een oppervlakte van 54,9 km². Het ligt in het zuiden van het land. Behalve Diex telt het de volgende plaatsen: Bösenort (Hudi kraj), Grafenbach (Kneža), Großenegg (Tolsti Vrh), Haimburgerberg (Vovbrske Gore), Michaelerberg (Šmihelska Gora) en Obergreutschach (Zgornje Krčanje).
Bleiburg ·
Diex ·
Eberndorf ·
Eisenkappel-Vellach ·
Feistritz ob Bleiburg ·
Gallizien ·
Globasnitz ·
Griffen ·
Neuhaus ·
Ruden ·
Sankt Kanzian am Klopeiner See ·
Sittersdorf ·
Völkermarkt